# Hiram Mier
Hiram Mier, född den 25 augusti 1989 i Monterrey, Mexiko, är en mexikansk fotbollsspelare som spelar för Liga MX-klubben CF Monterrey. Han var med och tog OS-guld i herrfotbollsturneringen vid de olympiska fotbollsturneringarna 2012 i London.